# 马奈 (比利时)
马奈（法語：Manhay，法語發音：[manɛ]）是比利时瓦隆大区盧森堡省馬爾什昂法梅訥區的一个市镇，位于阿登地区，东北与列日省接壤，通行法语，是比利时法语社群的一部分，面积119.81平方千米，人口3,463人（2018年1月1日）。